# Göyəbaxan
Göyəbaxan è un comune dell'Azerbaigian situato nel distretto di Tovuz. Conta una popolazione di 414 abitanti.